# Clássica Bruges–De Panne
Os Três Dias de Bruges–De Panne (oficialmente: Driedaagse Brugge-De Panne em neerlandês) é uma prova ciclista profissional de um dia que tem lugar entre as cidades de Bruges e De Panne, na costa do Mar do Norte na província de Flandres Ocidental na Bélgica. Desde 2018, a corrida acontece em dois dias, com uma corrida masculina na quarta-feira e uma corrida feminina na quinta-feira.  Ambas as corridas começam em Bruges e terminam na estância balnear de De Panne .
A carreira foi criada em 1977 como uma carreira de 4 etapas em 3 dias sob o nome dos "Três Dias de Bruges–De Panne" (Driedaagse van De Panne em neerlandês) correndos-se nas imediações da cidade de De Panne e tem feito parte da UCI Europe Tour desde 2005, mas a partir do ano de 2018, a carreira mudou seu formato passando a ser uma carreira por etapas de categoria continental UCI Europe Tour 2.hc a 2 carreiras de um dia uma masculina de categoria continental UCI Europe Tour 1.hc e uma nova carreira feminina baixo o mesmo nome de categoria UCI Women's World Tour 1.wwT. Ao ano seguinte, a carreira masculina passou a fazer parte do UCI WorldTour dentro da categoria 1.uwT.
De acordo com os organizadores da prova, as modificações anteriores obedeceram a que as mudanças no calendário internacional de ciclismo evidenciaram que não tinha lugar para uma carreira por etapas de três dias na primavera flamenga, pelo que optaram por procurar um novo formato mas mantendo o conceito dos "Três Dias" dado que dito conceito identifica amplamente à carreira e assim mesmo esperam que no futuro a prova original possa fazer parte do UCI WorldTour e voltar a ter 3 dias de duração. De igual forma, com as modificações realizadas e em especial com a criação da prova de categoria UCI Women's World Tour 1.wwT os organizadores procuram contribuir ao desenvolvimento do ciclismo feminino. A corrida acontece uma semana antes, na semana a seguir ao Milan-San Remo , e o evento masculino transformou-se numa corrida de um dia na quarta-feira.  As estradas das Ardenas Flamengas e o contra-relógio final foram abandonados em favor de uma rota inteiramente na província da Flandres Ocidental.  O icônico Kemmelberg e vários sectores em pavé têm um papel mais proeminente na nova prova.
A fim de continuar com o formato de vários dias, um evento feminino foi inaugurado no dia seguinte à corrida masculina.   Ambas as corridas começam em Bruges e têm dois circuitos de finalização em torno de De Panne. A corrida feminina faz parte do UCI Women's World Tour , a competição profissional de alto nível do ciclismo. Jolien D'Hoore venceu a primeira corrida dos três dias das mulheres em um sprint.
O corredor com mais vitórias é o belga Eric Vanderaerden, com cinco, quatro delas de forma consecutiva.

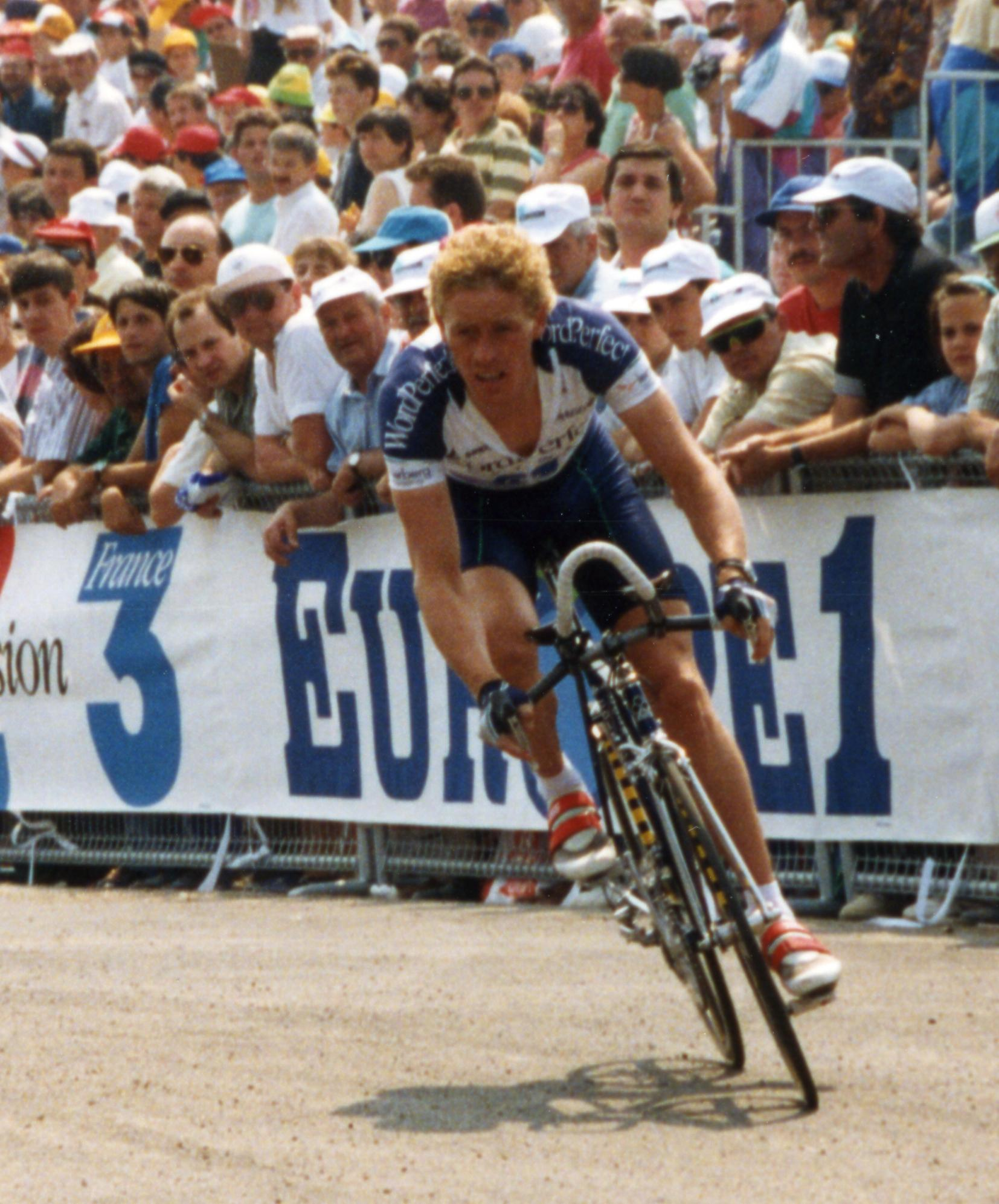
Eric Vanderaerden (foto na Tour de France de 1993) venceu os Três Dias de De Panne cinco vezes, contando com fortes habilidades de sprint e contra-relógio

## Palmarés
| Ano                          | Vencedor                 | Segundo                  | Terceiro               |
| ---------------------------- | ------------------------ | ------------------------ | ---------------------- |
| Três Dias de Bruges–De Panne |                          |                          |                        |
| 1977                         | Roger Rosiers            | Yvon Bertin              | Guido Van Sweevelt     |
| 1978                         | Guido Van Sweevelt       | Jos Jacobs               | Cees Priem             |
| 1979                         | Gustaaf Van Roosbroeck   | Marc Renier              | Guido Van Calster      |
| 1980                         | Sean Kelly               | Gustaaf Van Roosbroeck   | Etienne Van der Helst  |
| 1981                         | Jan Bogaert              | André Dierickx           | Jos Jacobs             |
| 1982                         | Gerrie Knetemann         | Daniel Willems           | Jean-Luc Vandenbroucke |
| 1983                         | Cees Priem               | Etienne De Wilde         | Michel Pollentier      |
| 1984                         | Bert Oosterbosch         | Eric Vanderaerden        | Ferdi Van Den Haute    |
| 1985                         | Jean-Luc Vandenbroucke   | Sean Kelly               | Adri van der Poel      |
| 1986                         | Eric Vanderaerden        | Sean Kelly               | Jean-Luc Vandenbroucke |
| 1987                         | Eric Vanderaerden        | Sean Kelly               | Jean-Luc Vandenbroucke |
| 1988                         | Eric Vanderaerden        | Allan Peiper             | Frans Maassen          |
| 1989                         | Eric Vanderaerden        | Jelle Nijdam             | Allan Peiper           |
| 1990                         | Erwin Nijboer            | Johan Museeuw            | Gerrit Solleveld       |
| 1991                         | Jelle Nijdam             | Frans Maassen            | Maximilian Sciandri    |
| 1992                         | Frans Maassen            | Viatcheslav Ekimov       | Thierry Marie          |
| 1993                         | Eric Vanderaerden        | Frans Maassen            | Edwig Van Hooydonck    |
| 1994                         | Fabio Roscioli           | Djamolidine Abdoujaparov | Frans Maassen          |
| 1995                         | Michele Bartoli          | Rolf Sørensen            | Gianluca Bortolami     |
| 1996                         | Viatcheslav Ekimov       | Wilfried Peeters         | Olaf Ludwig            |
| 1997                         | Johan Museeuw            | Carlo Bomans             | Marco Milesi           |
| 1998                         | Michele Bartoli          | Emmanuel Magnien         | Viatcheslav Ekimov     |
| 1999                         | Peter Van Petegem        | Frank Vandenbroucke      | Denis Zanette          |
| 2000                         | Viatcheslav Ekimov       | Romāns Vainšteins        | Sergei Ivanov          |
| 2001                         | Nico Mattan              | Erik Dekker              | Viatcheslav Ekimov     |
| 2002                         | Peter Van Petegem        | Stefano Zanini           | George Hincapie        |
| 2003                         | Raivis Belohvoščiks      | Gianluca Bortolami       | Peter Van Petegem      |
| 2004                         | George Hincapie          | Danilo Hondo             | Gerben Löwik           |
| 2005                         | Stijn Devolder           | Alessandro Ballan        | Nico Mattan            |
| 2006                         | Leif Hoste               | Bernhard Eisel           | Luis León Sánchez      |
| 2007                         | Alessandro Ballan        | Joost Posthuma           | Bert Roesems           |
| 2008                         | Joost Posthuma           | Manuel Quinziato         | Enrico Gasparotto      |
| 2009                         | Frederik Willems         | Joost Posthuma           | Tom Leezer             |
| 2010                         | David Millar             | Andriy Hrivko            | Luca Paolini           |
| 2011                         | Sébastien Rosseler       | Lieuwe Westra            | Michał Kwiatkowski     |
| 2012                         | Sylvain Chavanel         | Lieuwe Westra            | Maciej Bodnar          |
| 2013                         | Sylvain Chavanel         | Alexander Kristoff       | Niki Terpstra          |
| 2014                         | Guillaume Van Keirsbulck | Luke Durbridge           | Gert Steegmans         |
| 2015                         | Alexander Kristoff       | Stijn Devolder           | Bradley Wiggins        |
| 2016                         | Lieuwe Westra            | Alexander Kristoff       | Alexey Lutsenko        |
| 2017                         | Philippe Gilbert         | Matthias Brändle         | Alexander Kristoff     |
| Três Dias de Bruges–De Panne |                          |                          |                        |
| 2018                         | Elia Viviani             | Pascal Ackermann         | Jasper Philipsen       |
| 2019                         | Dylan Groenewegen        | Fernando Gaviria         | Elia Viviani           |
| 2020                         | Yves Lampaert            | Tim Declercq             | Tim Merlier            |
| 2021                         | Sam Bennett              | Jasper Philipsen         | Pascal Ackermann       |
| 2022                         | Tim Merlier              | Dylan Groenewegen        | Nacer Bouhanni         |
| 2023                         | Jasper Philipsen         | Olav Kooij               | Yves Lampaert          |
| 2024                         | Jasper Philipsen         | Tim Merlier              | Danny van Poppel       |

## Palmarés por países
Actualizado após edição de 2024
| País           | Vitórias |
| -------------- | -------- |
| Bélgica        | 24       |
| Países Baixos  | 9        |
| Itália         | 5        |
| Rússia         | 2        |
| França         | 2        |
| Irlanda        | 2        |
| Estados Unidos | 1        |
| Letônia        | 1        |
| Reino Unido    | 1        |
| Noruega        | 1        |